# Aast
Aast è un comune di 195 abitanti situato nel dipartimento dei Pirenei Atlantici nella regione della Nuova Aquitania nel sudovest della Francia.
È il primo comune della Francia in ordine alfabetico.

## Società

### Evoluzione demografica
Abitanti censiti

## Comuni limitrofi
- Saubole a Nord-Ovest
- Ponson-Dessus ad Est
- Gardères ad Ovest
- Ger a Sud